# 群馬南郵便局
群馬南郵便局（ぐんまみなみゆうびんきょく）とは、 群馬県高崎市にある一般客向け窓口、ATMを持たないタイプの郵便局（地域区分局）である。

## 概要
住所：群馬県高崎市宮原町2-10 
郵便物などを一箇所で区分することによって効率化を図る目的で設置された 。 
- 群馬県発着の郵便物等の地域区分を担う。

## 沿革
- 2017年5月4日 設置。高崎郵便局から地域区分業務を移管。 [3]

## 周辺
- 高崎市役所 倉賀野市民サービスセンター
- JR高崎線・八高線 倉賀野駅
- JR貨物 高崎操車場
- 倉賀野工業団地
- 日本郵便輸送 群馬営業所
- 倉賀野郵便局
- 烏川